# Friedrich Wiese
Friedrich Wiese (Nordhastedt, 5 dicembre 1892 – Gießen, 13 febbraio 1975) è stato un generale tedesco della Wehrmacht durante la seconda guerra mondiale.

## Biografia
Dopo aver servito l'esercito tedesco nella prima guerra mondiale, nel secondo conflitto ottenne il comando della XIX. Armee con sede nella Francia meridionale dal giugno del 1944. Cercò di opporsi allo sbarco degli Alleati in Provenza nell'agosto del 1944, venendo però poi costretto a ripiegare verso la Germania costeggiando il Rodano. La sua armata stabilì delle posizioni di difesa invernale nei Vosgi e colmò il divario a Belfort.
Il generale von Wiese venne quindi sollevato e messo in riserva. Il 19 marzo 1945 ottenne il comando dell'VIII corpo d'armata della XVII Armata in Slesia per un mese. Il 6 aprile prese il comando dell'XI. corpo dell'esercito col quale si arrese alle truppe sovietiche nella regione di Olomouc alla fine della guerra.